# Плуска (Лука)
Плуска је насељено место у саставу општине Лука у Загребачкој жупанији, Хрватска. До територијалне реорганизације у Хрватској налазила се у саставу старе загребачке приградске општине Запрешић.

## Становништво
На попису становништва 2011. године, Плуска је имала 207 становника.

## Попис1991.
На попису становништва 1991. године, насељено место Плуска је имало 203 становника, следећег националног састава:
| Попис 1991.‍ | Попис 1991.‍ | Попис 1991.‍ | Попис 1991.‍ | Попис 1991.‍ |
| ----------- | ----------- | ----------- | ----------- | ----------- |
|             |             |             |             |             |
| Хрвати      | Хрвати      |             | 203         | 100%        |
| укупно: 203 |             |             |             |             |